# Nibung (Batang Masumai)
Nibung is een bestuurslaag in het regentschap Merangin van de provincie Jambi, Indonesië. Nibung telt 968 inwoners (volkstelling 2010).